# Elum Ghar
Der Elum Ghar (englisch Mount Elam) ist mit etwa 2800 m Höhe der höchste Berg im südlichen Bereich des Swat-Tals im Norden Pakistans. Nächstgelegene größere Städte sind Barikot und Mingora.

## Tourismus
Die Flanken des Elum Ghar sind mit Nadelbäumen (vor allem Kiefern aber auch Himalaya-Zedern) bewachsen; die felsige Gipfelregion ist nur in den Sommermonaten Juli und August schneefrei; danach beginnt die Monsunzeit. Wegen der angenehm kühlen Luft und einiger kleiner Bergbäche ist der Berg für viele, meist jüngere Pakistanis ein beliebtes Ausflugsziel und Picknickort. Die Bewohner früherer Zeiten sahen in ihm den Wohnsitz von Geistern; der von Felsen umrandete nur etwa 20 m × 10 m große Peryano Dand („Geistersee“) ist heute ein sommerlicher Badeplatz.

## Geschichte
Im Umfeld des Berges gibt es zahlreiche archäologische Stätten – darunter die buddhistischen Stupas von Shingardara und Amlukdara.